# Asiago Hockey 2020-2021
Questa pagina contiene i dati relativi alla stagione hockeystica 2020-2021 della società di hockey su ghiaccio Asiago Hockey 1935.

## Piazzamenti
- Serie A: 1º posto (7º scudetto)
- Alps Hockey League: 2º posto
- Continental Cup: non organizzata
- Supercoppa italiana:

## Roster
| #  | Naz.                                  | Giocatore              | Data di Nascita | Luogo di Nascita   | Altezza (cm) | Peso (kg) | Ruolo                   | Stecca (Presa) |
| -- | ------------------------------------- | ---------------------- | --------------- | ------------------ | ------------ | --------- | ----------------------- | -------------- |
| 35 | Italia (bandiera)                     | Gianluca Vallini       | 27/10/1993      | Bolzano            | 184          | 85        | Portiere                | Sinistra       |
| 3  | Italia (bandiera)                     | Luca Stevan            | 04/06/1997      | Asiago             | 180          | 86        | Portiere                | Sinistra       |
| 1  | Italia (bandiera)                     | Rudy Rigoni            | 30/09/2002      | Asiago             | 181          | 67        | Portiere                | Sinistra       |
| 17 | Italia (bandiera)                     | Lorenzo Casetti        | 14/09/1993      | Trento             | 190          | 80        | Difensore               | Sinistra       |
| 2  | Italia (bandiera)                     | Francesco Forte        | 18/04/1999      | Asiago             | 177          | 67        | Difensore               | Sinistra       |
| 65 | Canada (bandiera) · Italia (bandiera) | Alex Gellert           | 15/09/1989      | Milano             | 185          | 82        | Difensore/Ala destra    | Destra         |
| 15 | Italia (bandiera)                     | Enrico Miglioranzi (C) | 08/10/1991      | Padova             | 183          | 82        | Difensore               | Sinistra       |
| 28 | Canada (bandiera)                     | Cameron Ginnetti       | 09/06/1998      | Vancouver          | 180          | 86        | Difensore               | Destra         |
| 11 | Italia (bandiera)                     | Michele Forte          | 11/05/2002      | Asiago             | 179          | 71        | Difensore               | Sinistra       |
| 4  | Italia (bandiera)                     | Gregorio Gios          | 29/06/1999      | Asiago             | 183          | 92        | Difensore               | Destra         |
| 44 | Italia (bandiera)                     | Gabriele Parini        | 25/10/2002      | Asiago             | 179          | 90        | Difensore               | Sinistra       |
| ?  | Italia (bandiera)                     | Luca Tescari           | 29/01/2004      | Bassano del Grappa | 187          | 92        | Difensore               | Sinistra       |
| 23 | Italia (bandiera)                     | Stefano Marchetti      | 11/10/1986      | Trento             | 181          | 83        | Difensore               | Sinistra       |
| 21 | Italia (bandiera)                     | Alex Frei              | 06/05/1993      | Bolzano            | 187          | 93        | Ala sinistra            | Sinistra       |
| 13 | Italia (bandiera)                     | Davide Dal Sasso       | 13/02/1997      | Asiago             | 180          | 65        | Attaccante              | Sinistra       |
| 51 | Italia (bandiera)                     | Edoardo Lievore        | 21/07/1999      | Asiago             | 184          | 81        | Attaccante              | Sinistra       |
| 95 | Italia (bandiera)                     | Marco Magnabosco       | 12/08/1995      | Asiago             | 167          | 70        | Ala destra              | Destra         |
| 68 | Italia (bandiera)                     | Michele Marchetti      | 27/09/1994      | Trento             | 188          | 92        | Ala sinistra            | Sinistra       |
| 9  | Canada (bandiera) · Italia (bandiera) | Daniel Mantenuto       | 18/10/1997      | Thornhill          | 175          | 77        | Centro                  | Sinistra       |
| 12 | Italia (bandiera)                     | Simone Olivero         | 06/04/1995      | Torino             | 185          | 75        | Ala sinistra            | Sinistra       |
| 10 | Canada (bandiera)                     | Steve McParland        | 13/02/1991      | Schreiber          | 180          | 88        | Ala destra/ala sinistra | Sinistra       |
| 91 | Canada (bandiera) · Italia (bandiera) | Marco Rosa             | 15/01/1982      | Scarborough        | 180          | 83        | Centro                  | Sinistra       |
| ?  | Italia (bandiera)                     | Filippo Rigoni         | 27/06/2003      | Asiago             | 183          | 72        | Attaccante              | Sinistra       |
| 16 | Italia (bandiera)                     | Michele Stevan         | 11/03/1993      | Asiago             | 181          | 79        | Ala                     | Sinistra       |
| 14 | Italia (bandiera)                     | Matteo Tessari (A)     | 30/07/1989      | Asiago             | 184          | 82        | Centro                  | Sinistra       |
| 18 | Italia (bandiera)                     | Alessandro Tessari     | 16/10/2001      | Asiago             | 180          | 72        | Attaccante              | Sinistra       |
| 22 | Slovacchia (bandiera)                 | Marek Vankus           | 27/05/1999      | Dolný Kubín        | 186          | 79        | Centro                  | Sinistra       |
| 40 | Italia (bandiera)                     | Samuele Zampieri       | 24/10/2003      | Feltre             | 182          | 69        | Attaccante              | Sinistra       |

- Capo allenatore:  Petri Mattila